# صموئيل أ. فايس
صموئيل أ. فايس (بالإنجليزية: Samuel A. Weiss)‏ (و. 1902 – 1977 م) هو سياسي، ومحامي، ولاعب كرة قدم أمريكية، وقاضي أمريكي، ولد في بولندا، كان عضوًا في الحزب الديمقراطي، توفي في بنسيلفانيا، عن عمر يناهز 75 عاماً.

## مناصب
تولى منصب عضو مجلس النواب الأمريكي
- عضو مجلس نواب بنسيلفانيا

.

## التعليم
تعلم في جامعة دوكويسن
.